# Lura (Albanien)
Lura ist der Name einer Region, einer ehemaligen Gemeinde und mehrerer Dörfer in Nordostalbanien in der Gemeinde Dibra des gleichnamigen Qarks. Der Ort liegt in der Bergregion Lura (albanisch Vargmalet e Lurës / Malësia e Lurës) auf rund 1040 m ü. A.
Lura liegt abgeschieden im Lura-Gebirge von hohen Bergen umgeben. Im Westen erhebt sich die Kunora e Lurës (2121 m ü. A.), ein langer von Norden nach Süden verlaufender Bergzug. Östlich von Lura liegt die Runja (Maja Runja e Lurës, 1992 m ü. A.), ein weiterer paralleler Bergzug. Durch einen Einschnitt südlich der Maja e Madhe (1788 m ü. A.) besteht ein Übergang ins Drin-Tal. Entwässert wird die Region aber mehrheitlich nach Nordwesten über den Bach Molla e Lurës, der erst bei Krej-Lura seinen Lauf nach Nordosten ändert. Das Dorf Gurë-Lura etwas südlich wird vom Rest durch einen rund 1300 m ü. A. hohen Pass vom Rest getrennt; dieses Tal wird vom Bach Sela nach Osten entwässert.
Ein Großteil der Region um Lura gehört zum Nationalpark Lura-Mali i Dejës, der mit über 192 Quadratkilometer deutlich größer ist als der ehemalige, oberhalb vom Dorf gelegene Nationalpark Lura.
Bis 2015 war Lura eine eigenständige Gemeinde (komuna). Heute ist sie eine Njësia administrative innerhalb der Bashkia Dibra. Die Njësia administrative hatte 2023 501 Einwohner. Im Jahr 2011 wurden in der Gemeinde gemäß Volkszählung noch 1096 Einwohner verzeichnet. Die abgeschiedene Region hat somit in nur zwölf Jahren die Hälfte der Bevölkerung verloren.

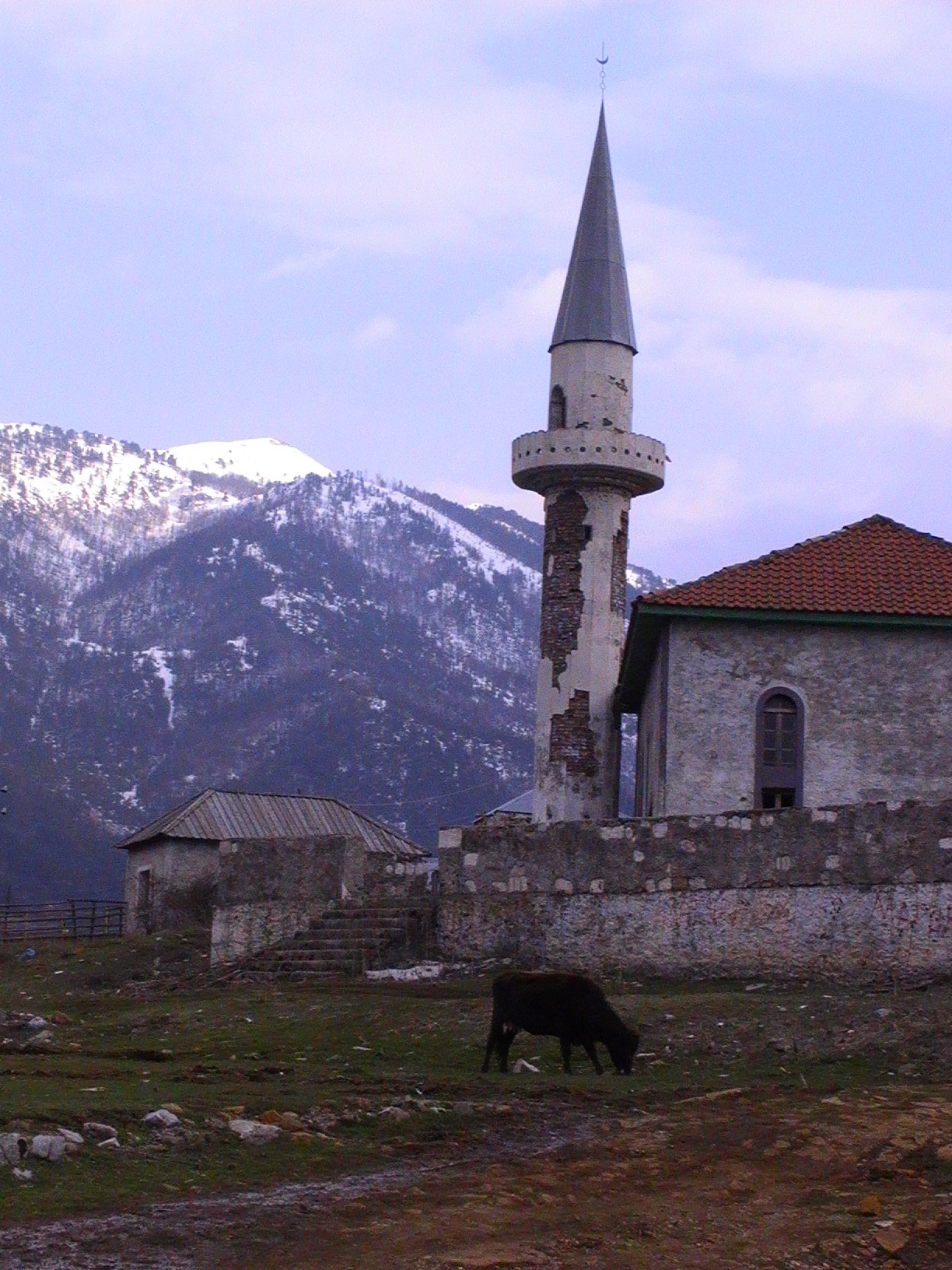
Moschee in Fushë-Lura

 Zur Njësia administrative gehören die Dörfer Fushë-Lura (390 Einwohner nach Angaben der Lokalbehörden), Lura e Vjetër (200 Einwohner), Borie-Lura (247 Einwohner), Pregj-Lura (103 Einwohner), Krej-Lura (120 Einwohner), Arrmall (138 Einwohner), Vlashej (63 Einwohner) und Gurë-Lura (167 Einwohner). Daneben gibt es noch zwei weitere kleine Dörfer. Nur Arrmall, Pregj-Lura und Krej-Lura liegen außerhalb des Perimeters des Nationalparks.